# It Is the Business of the Future to Be Dangerous
It Is the Business of the Future to Be Dangerous è il diciottesimo album in studio della space rock band britannica Hawkwind, pubblicato nel 1992. Il titolo fa riferimento ad una citazione di Alfred North Whitehead.

## Tracce
1. It Is the Business of the Future to Be Dangerous – 6:23 –  (Brock/Chadwick/Davey)
2. Space Is Their – –  (Palestine) – 11:46 –  (Brock)
3. Tibet Is Not China – –  (Part 1) – 3:39 –  (Davey)
4. Tibet Is Not China – –  (Part 2) – 3:20 –  (Brock/Chadwick/Davey)
5. Let Barking Dogs Lie – 9:01 –  (Brock/Chadwick/Davey)
6. Wave Upon Wave – 3:13 –  (Davey)
7. Letting in the Past – 2:53 –  (Brock)
8. The Camera That Could Lie – 4:56 –  (Brock)
9. 3 or 4 Erections in the Course of a Night – 2:02 –  (Brock/Davey)
10. Techno Tropic Zone Exists – 4:30 –  (Brock)
11. Gimme Shelter – 5:34 –  (Jagger/Richards)
12. Avante – 6:00 –  (Brock/Chadwick/Davey)

## Formazione
- Dave Brock - chitarra, tastiere, voce
- Alan Davey - basso, voce
- Richard Chadwick - batteria